# 코파 델 프레시덴테 데 라 레푸블리카 1931
코파 델 프레시덴테 데 라 레푸블리카 1931(스페인어: Copa del Presidente de la República de Fútbol 1931, 공화국 대통령컵)은 스페인의 최상위 축구 컵대회의 29번째 시즌이다.
1931년 4월 14일, 스페인 제2공화국의 선포로 인해 반 군주제적인 사유로 "왕립"(Real)의 명칭이 붙는 구단들은 모두 개칭되었다. 예를 들어 레알 소시에다드는 도노스티아로 개칭되었다. 대부분 구단명의 개칭은 32강 1차전과 2차전 사이에 진행되었다.
대회는 1931년 4월 12일에 시작되어 1931년 6월 21일, 마드리드의 차마르틴에서 열린 결승전으로 마무리되었다. 아틀레틱 빌바오가 통산 11번째이자 2년 연속 우승을 차지했다.

## 참가 구단
- 안달루시아 주: 세비야, 베티스
- 아라곤 주: 이베리아, 파트리아 아라곤
- 아스투리아스 주: 오비에도, 스포르팅 히혼
- 발레아레스 제도: 마요르카
- 칸타브리아 주: 라싱 산탄데르, 에클리프스
- 카스티야 이 레온 주: 쿨투랄 레오네사, 바야돌리드 데포르티보
- 카탈루냐 주: 바르셀로나, 사바델, 바달로나
- 에스트레마두라 주: 돈 베니토
- 갈리시아 주: 셀타 비고, 데포르티보
- 기푸스코아 도: 우니온 클루브, 도노스티아, 로그로뇨
- 무르시아 주: 무르시아, 로르카 데포르티바
- 중부: 마드리드, 아틀레틱 마드리드, 라싱 마드리드
- 발렌시아 주: 발렌시아, 카스테욘
- 비스카이아 도: 아틀레틱 빌바오, 알라베스, 아레나스 게초

## 32강전
1차전은 1931년 4월 12일에 진행되었다. 2차전은 1931년 5월 3일에 진행되었다.
| 팀 1                  | 합계 | 팀 2              | 1차전 | 2차전 |
| --------------------- | ---- | ----------------- | ----- | ----- |
| 라싱 마드리드         | 3–8  | 세비야            | 2–0   | 1–8   |
| 베티스                | 6–5  | 도노스티아        | 5–1   | 1–4   |
| 바르셀로나            | 12–1 | 돈 베니토         | 9–0   | 3–1   |
| 알라베스              | 4–5  | 사바델            | 2–2   | 2–3   |
| 우니온 클루브         | 4–2  | 셀타 비고         | 3–1   | 1–1   |
| 라싱 산탄데르         | 1–7  | 아레나스 게초     | 0–2   | 1–5   |
| 로그로뇨              | 15–1 | 쿨투랄 레오네사   | 7–0   | 8–1   |
| 발렌시아              | 5–4  | 이베리아          | 2–0   | 3–4   |
| 마요르카              | 1–3  | 카스테욘          | 1–0   | 0–3   |
| 바야돌리드 데포르티보 | 4–2  | 아틀레틱 마드리드 | 2–1   | 2–1   |
| 마드리드              | 9–2  | 에클리프스        | 4–0   | 5–2   |
| 데포르티보            | 1-3  | 무르시아          | 0–1   | 1–2   |
| 바달로나              | 기권 | 파트리아 아라곤   |       |       |
| 오비에도              | 기권 | 로르카 데포르티바 |       |       |

아틀레틱 빌바오와 스포르팅 히혼은 부전승으로 16강에 진출하였다.

## 16강전
1차전은 1931년 5월 10일에 진행되었다. 2차전은 1931년 5월 17일에 진행되었다.
| 팀 1                  | 합계 | 팀 2          | 1차전 | 2차전 |
| --------------------- | ---- | ------------- | ----- | ----- |
| 발렌시아              | 4–3  | 바르셀로나    | 2–2   | 2–1   |
| 바달로나              | 1–2  | 베티스        | 1–0   | 0–2   |
| 아틀레틱 빌바오       | 5–3  | 사바델        | 4–0   | 1–3   |
| 세비야                | 4–4  | 카스테욘      | 3–1   | 1–3   |
| 오비에도              | 1–6  | 아레나스 게초 | 1–2   | 0–4   |
| 우니온 클루브         | 4–1  | 스포르팅 히혼 | 4–1   | 0–0   |
| 바야돌리드 데포르티보 | 0–4  | 로그로뇨      | 0–0   | 0-4   |
| 마드리드              | 3–0  | 무르시아      | 3–0   | 0–0   |

- 승자 결정전

| 팀 1     | 결과 | 팀 2   |
| -------- | ---- | ------ |
| 카스테욘 | 2–1  | 세비야 |

## 8강전
1차전은 1931년 5월 24일에 진행되었다. 2차전은 1931년 5월 31일에 진행되었다.
| 팀 1          | 합계 | 팀 2            | 1차전 | 2차전 |
| ------------- | ---- | --------------- | ----- | ----- |
| 아레나스 게초 | 3–3  | 발렌시아        | 2–2   | 1–1   |
| 우니온 클루브 | 2–6  | 아틀레틱 빌바오 | 2–2   | 0–4   |
| 베티스        | 3–1  | 마드리드        | 3–0   | 0–1   |
| 카스테욘      | 2–3  | 로그로뇨        | 2–0   | 0–3   |

- 승자 결정전

| 팀 1          | 결과 | 팀 2     |
| ------------- | ---- | -------- |
| 아레나스 게초 | 2–1  | 발렌시아 |

## 준결승전
1차전은 1931년 6월 7일에 진행되었다. 2차전은 1931년 6월 14일에 진행되었다.
| 팀 1          | 합계 | 팀 2            | 1차전 | 2차전 |
| ------------- | ---- | --------------- | ----- | ----- |
| 로그로뇨      | 3-12 | 아틀레틱 빌바오 | 0–6   | 3–6   |
| 아레나스 게초 | 2–2  | 베티스          | 2–1   | 0–1   |

- 승자 결정전

| 팀 1   | 결과 | 팀 2          |
| ------ | ---- | ------------- |
| 베티스 | 2–0  | 아레나스 게초 |

## 결승전
| 아틀레틱 빌바오                        | 3–1 | 베티스   |
| -------------------------------------- | --- | -------- |
| 치리 2호 17′ · 로베르토 38′ · 바타 54′ |     | 57′ 산스 |

| 코파 델 프레시덴테 데 라 레푸블리카 1931 우승 |
| --------------------------------------------- |
| 아틀레틱 빌바오 11번째 우승                   |